# Bernhard Hoëcker

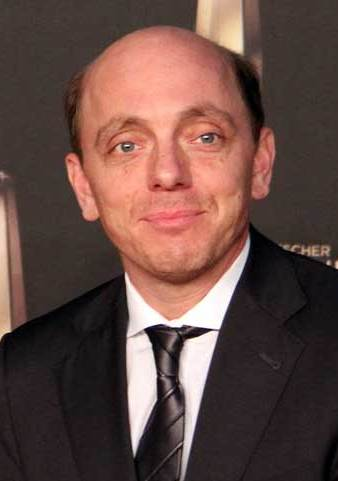
Bernhard Hoëcker, 2012

Bernhard Hoëcker [ˈhoːɛkɐ] (bürgerlich Bernhard Hoecker-von Mühlenfels; * 20. März 1970 in Neustadt an der Weinstraße) ist ein deutscher Schauspieler, Synchronsprecher, Komiker und Moderator. Er wurde vor allem durch die Parodiesendung Switch sowie als ständiges Mitglied des früheren Rateteams (2003–2011) von Genial daneben bekannt.

## Leben
Hoëcker wurde als Sohn eines aus Ludwigshafen am Rhein stammenden Postbeamten und einer Hausfrau in Neustadt an der Weinstraße geboren und verbrachte seine Kindheit in Frankfurt-Preungesheim. Als er zehn Jahre alt war, zog seine Familie mit ihm nach Bonn, wo er auch als Messdiener tätig war. Dort besuchte er das Clara-Schumann-Gymnasium, zeitweise gemeinsam mit Bastian Pastewka, der zwei Jahrgangsstufen unter ihm war. Hoëcker studierte nach seinem Abitur von 1993 bis 1996 Volkswirtschaftslehre an der Rheinischen Friedrich-Wilhelms-Universität Bonn bis zum Vordiplom.
Hoëcker ist mit der TV-Produzentin und Autorin Eva von Mühlenfels verheiratet und hat zwei Töchter. Er lebt mit der Familie in Bonn. In seiner Freizeit betreibt er unter anderem Geocaching.

## Laufbahn

### Bühne
Bereits während des Studiums machte er erste Comedyerfahrungen auf der Bühne mit den Comedy Crocodiles, zu denen auch Bastian Pastewka, Keirut Wenzel und Oliver Bröker gehörten. Von 2001 bis 2003 war er beim Bonner Improvisationstheater Die Springmaus tätig. Von Mai 2001 bis September 2005 war er mit seinem Soloprogramm Hoëcker, Sie sind raus! – Comedy vom Kleinsten bundesweit auf Tournee. Ab dem 27. September 2005 war er mit seinem zweiten Soloprogramm Ich hab’s gleich! unterwegs.
Nach Erscheinen seines Buches Aufzeichnungen eines Schnitzeljägers hielt er 2007 mehrere Buchlesungen. Diese gingen über den normalen Inhalt einer Buchlesung hinaus und glichen einem Bühnenprogramm. Einige Lesungen hatten mehr als 500 Besucher. Vom April 2009 bis zum 25. Februar 2012 war er mit dem Programm WikiHoëcker auf Tour, in dem es vorrangig um die Wikipedia ging. Der erste Kritiker äußerte sich enttäuscht, spätere Rezensenten waren anderer Ansicht. Weitere Bühnenprogramme waren bzw. sind Netthamseshier, So liegen Sie richtig falsch! und Morgen war gestern alles besser. Seit 2018 ist er gemeinsam mit Wigald Boning mit der Impro Comedy Show Gute Frage auf Tournee. Im Jahr 2019 liefen zwei Folgen der Show im NDR Fernsehen.

### Fernsehen

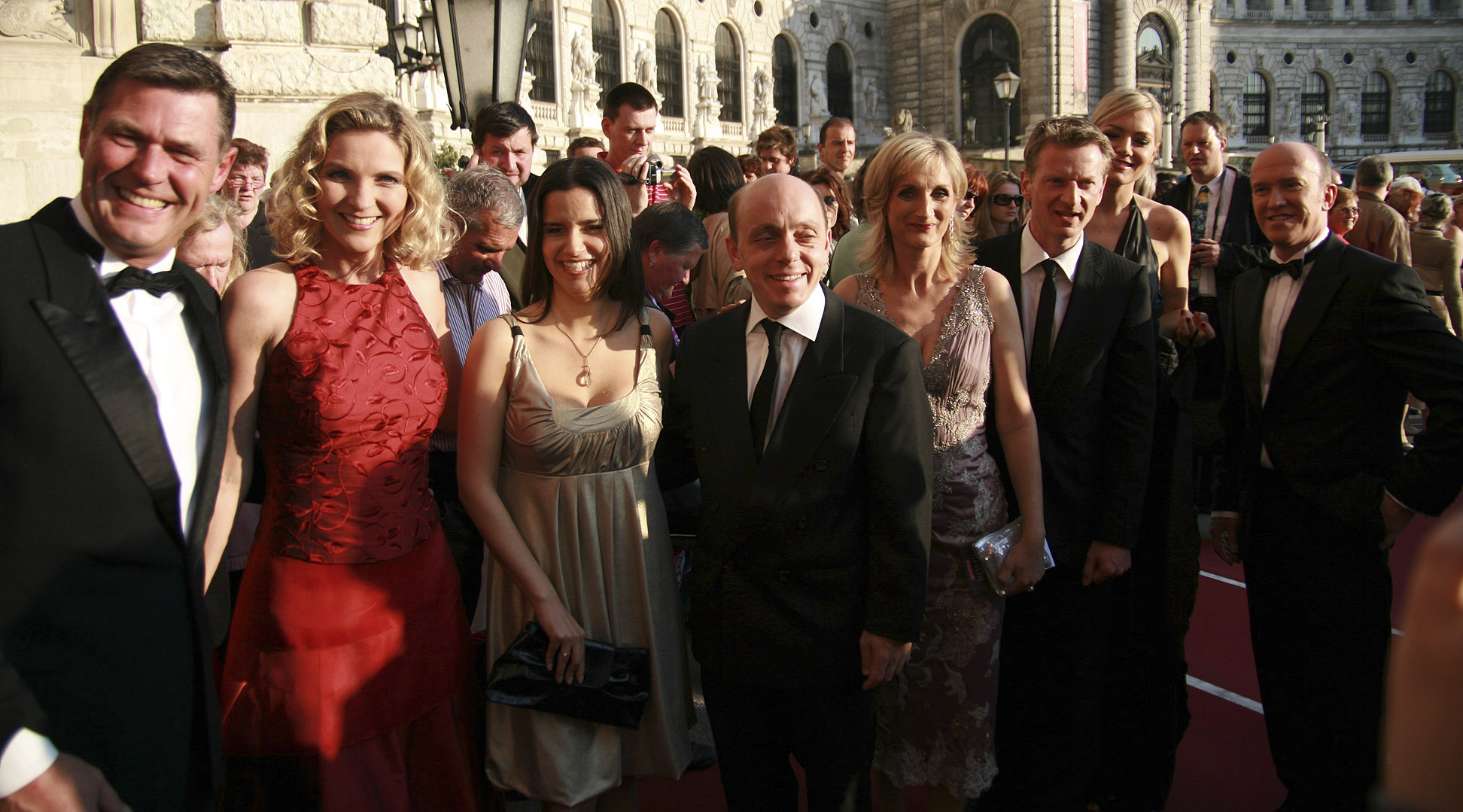
Bernhard Hoëcker (Mitte) mit dem Team von Switch Reloaded (Wien, 2009)

Nach einigen Gastauftritten bei Sendungen wie Lollo Rosso im WDR Fernsehen begann seine Fernsehkarriere mit Switch, später folgte C.O.P.S. Danach war er festes Mitglied des Rateteams bei Genial daneben. Außerdem hatte er diverse Auftritte bei Quizsendungen wie zum Beispiel Das Quiz mit Jörg Pilawa. Der Ausdruck „Hoëcker, Sie sind raus!“ wurde in der Satiresendung Switch geprägt. Dort stellt Hoëcker eine Figur gleichen Namens dar, die im Rahmen einer Spielrunde, die eine Parodie auf einen Werbespot der Zeitschrift Focus („Fakten, Fakten, Fakten“) darstellt, ständig hinausgeworfen wird, weil sie die Spielregeln nicht versteht.
2005 erhielt er als Mitglied des Genial-Daneben-Teams die Goldene Romy für die beste Programmidee. 2006 und 2007 übernahm er eine Rolle in der ProSieben Märchenstunde. Des Weiteren war er ab 2007 in der Neuauflage Switch reloaded auf ProSieben wieder fester Bestandteil des Ensembles. In den Sommermonaten 2012 und 2013 moderierte er gemeinsam mit Wigald Boning die Sendung Nicht nachmachen! im ZDF. Im Sommer 2013 gehörte er zum Team der Impro-Comedy-Sendung Durchgedreht!, einer Sommervertretung der heute-show. 2014/15 wirkte er auch in der Polit-Impro Vier sind das Volk als ‚Abgeordneter‘ mit.
Seit Juli 2014 gehört er neben Hubertus Meyer-Burckhardt, Stephanie Stumph und mittlerweile Wincent Weiss zum Team der Ratesendung Kaum zu glauben!, die im NDR ausgestrahlt wird. Seit Juli 2015 ist er einer der beiden Teamkapitäne in der ARD-Quizshow Wer weiß denn sowas?, die von Kai Pflaume moderiert wird. Am Freitag, dem 21. Februar 2025 wurde die Sendung aufgrund der ARD-Regularien ausgesetzt. Demnach dürfen „programmprägende Persönlichkeiten“, die sich am Wahlkampf beteiligen, in den letzten sechs Wochen vor einer Wahl weder im Programm auftreten noch Bildschirm- oder Mikrozeit erhalten. Bernhard Hoëcker war in einem Wahlvideospot der Grünen zu sehen.

### Name
Nach eigenen Angaben ist das Trema in seinem Künstlernamen, also die beiden Punkte über dem „e“, ein Hilfsmittel, das schon sein Vater benutzt habe. Es zeigt an, dass die Buchstaben „o“ und „e“ getrennt ausgesprochen werden, nicht als „ö“. In seinem Personalausweis stehe Hoecker (also ohne das Trema). Hella von Sinnen nennt ihn manchmal Höckerchen.

## Sonstiges
- Hoëcker ist Testimonial für deutsche Apotheken. Unter dem Motto „Apotheke. Hilft immer.“ liefen im März 2015 bundesweit Kino- und Hörfunkspots mit ihm.
- Er bezeichnet sich selbst als Skeptiker und ist Mitglied der Gesellschaft zur wissenschaftlichen Untersuchung von Parawissenschaften (GWUP).[19] Im Januar 2012 gab er dem Podcast Hoaxilla ein anderthalbstündiges Interview, in dem er sich zu seinem Skeptizismus, Atheismus sowie seiner kritischen Sicht zur Homöopathie äußerte.[20] 2015 hielt er den Sideact der Satirepreisverleihung Das Goldene Brett, die seit dem Jahr 2011 jährlich von der GWUP veranstaltet wird.[21][22]
- 2009 nahm Hoëcker an der Allgäu-Orient-Rallye als Mitglied des Teams Staubmaul teil.[23] 2010 veröffentlichte er zusammen mit seinem Freund und Teamkollegen Tobias Zimmermann das Buch Meilenweit für kein Kamel, in dem sie ihre Erlebnisse auf dieser Rallye schildern.[24]
- 2011 war er Teilnehmer bei den Winterspielen der Stars und belegte gemeinsam mit Sandy Mölling den zweiten Platz.
- In der 150. Folge der Hörspielserie Die drei ??? hat er eine Gastrolle.
- Hoëcker bezeichnet sich als Fan der deutschen Powermetal-Band Edguy und wirkte in deren Musikvideo zum Song Robin Hood mit.[25]
- Bernhard Hoëcker ist seit Oktober 2019 Botschafter der Kinderrechtsorganisation terre des hommes Deutschland e.V.[26]
- Hoëcker war Geschäftsführer der Produktionsfirma Pinguin Pictures GmbH, einer Tochtergesellschaft von Mistral Media AG.[27]
- Hoëcker war Passagier des ICE 613, der in den Eisenbahnunfall von Hamburg-Rönneburg verwickelt war.[28]

## Werke

### Filmografie
- 2001: Du oder keine (Fernsehfilm)
- 2002: Nesthocker – Familie zu verschenken – Folge Hochgefühle
- 2004: Germanikus
- 2005: Der Clown – Payday
- 2006–2007: Die ProSieben Märchenstunde (Fernsehreihe, 17 Folgen)
- 2006: Ab durch die Hecke … als Verne
- 2006: Cedric … als Cedric
- 2008: Spiel mir das Lied und du bist tot! (Fernsehfilm)
- 2008: Morgen, ihr Luschen! Der Ausbilder-Schmidt-Film
- 2008, 2009: Verbotene Liebe (Fernsehserie, 10 Folgen)
- 2010: Für immer Shrek … als Rumpelstilzchen
- 2011: Lauras Stern und die Traummonster … als Stielauge
- 2011: Robin Hood (Musikvideo von Edguy)
- 2013: Badaboom (Musikvideo von Van Canto)
- 2014: Danni Lowinski (Fernsehserie, Folge Alles futsch)

### Shows, feste oder regelmäßige Teilnahme
- 1997–2000: Switch
- 2001: C.O.P.S. – Die Pannenshow (mit Ingolf Lück)
- 2003–2011: Genial daneben
- 2004–2011: Schillerstraße
- 2006: Was denkt Deutschland?
- 2007–2012: Switch reloaded
- 2010: Ent-oder-Weder!
- 2012–2013: Nicht nachmachen!
- 2013: Durchgedreht!
- 2014: Ohne Garantie
- 2014–2015: Vier sind das Volk
- seit 2014: Kaum zu glauben!
- seit 2015: Wer weiß denn sowas?
- 2015: Tiere wie wir
- 2018: Mord mit Ansage

### Sprechrollen
- Hoëcker synchronisiert das Tier in der Animationsserie Trudes Tier

### Gastauftritte
- 2011: Edguy – Robin Hood[29]
- 2013: Van Canto – Badaboom
- 2021: Equilibrium & Friends – Met (20 Years Later)[30]

### Soloprogramme
- 2001: Hoëcker, Sie sind raus!
- 2005: Ich hab’s gleich!
- 2009: WikiHoëcker
- 2013: Netthamseshier
- 2016: So liegen Sie richtig falsch
- seit 2018: Gute Frage (Improvisationsshow mit Wigald Boning)
- 2019: Morgen war gestern alles besser

### Diskografie

#### Alben
- Hoëcker, Sie sind raus – Comedy vom Kleinsten
- 2007: Aufzeichnungen eines Schnitzeljägers (Hörbuch)
- 2007: Ich hab’s gleich

#### DVD
- 2008: Ich hab’s gleich – Live!

### Bibliographie
- Aufzeichnungen eines Schnitzeljägers. Mit Gëocaching zurück zur Natur. Rowohlt, 2007, ISBN 978-3-499-62252-6.
- mit Tobias Zimmermann: Meilenweit für kein Kamel. Eine ungewöhnliche Reise vom Allgäu in den Orient. Rowohlt, 2010, ISBN 978-3-499-62639-5.
- mit Volker Dornemann: Wir sind Deutschland! Ein illustrer Streifzug durch die deutsche Geschichte. Lappan Verlag, 2011, ISBN 978-3-8303-3248-0.
- mit Erik Haffner und Tobias Zimmermann: Hoëckers Entdeckungen. Ein merkwürdiges Bilderbuch längst vergessener Orte. riva Verlag, 2011, ISBN 978-3-86883-172-6.
- mit Tobias Zimmermann: Am schönsten Arsch der Welt. Bekenntnisse eines Neuseelandreisenden. Bastei Lübbe, 2012, ISBN 978-3-404-60739-6.
- mit Tobias Zimmermann: Neues aus Geocaching. Geschichten von draußen. traveldiary Verlag, 2014, ISBN 978-3-944365-29-9.
- mit Eva von Mühlenfels: Was macht Püüüp? Eine Geschichte über Geräusche. Thienemann-Esslinger, Stuttgart 2021, ISBN 978-3-480-23669-5.
- mit Eva von Mühlenfels: Das Katzenhuhn. Geschichten von einem sehr besonderen Bauernhof. Thienemann-Esslinger, Stuttgart 2022, ISBN 978-3-480-23798-2.
- mit Eva von Mühlenfels: Das Katzenhuhn. Abenteuer von einem sehr besonderen Bauernhof. Thienemann-Esslinger, Stuttgart 2023, ISBN 978-3-480-23864-4.
- mit Eva von Mühlenfels: Das Katzenhuhn. Was macht der Fisch auf dem Dach? Thienemann-Esslinger, Stuttgart 2024, ISBN 978-3-480-23937-5.

## Auszeichnungen

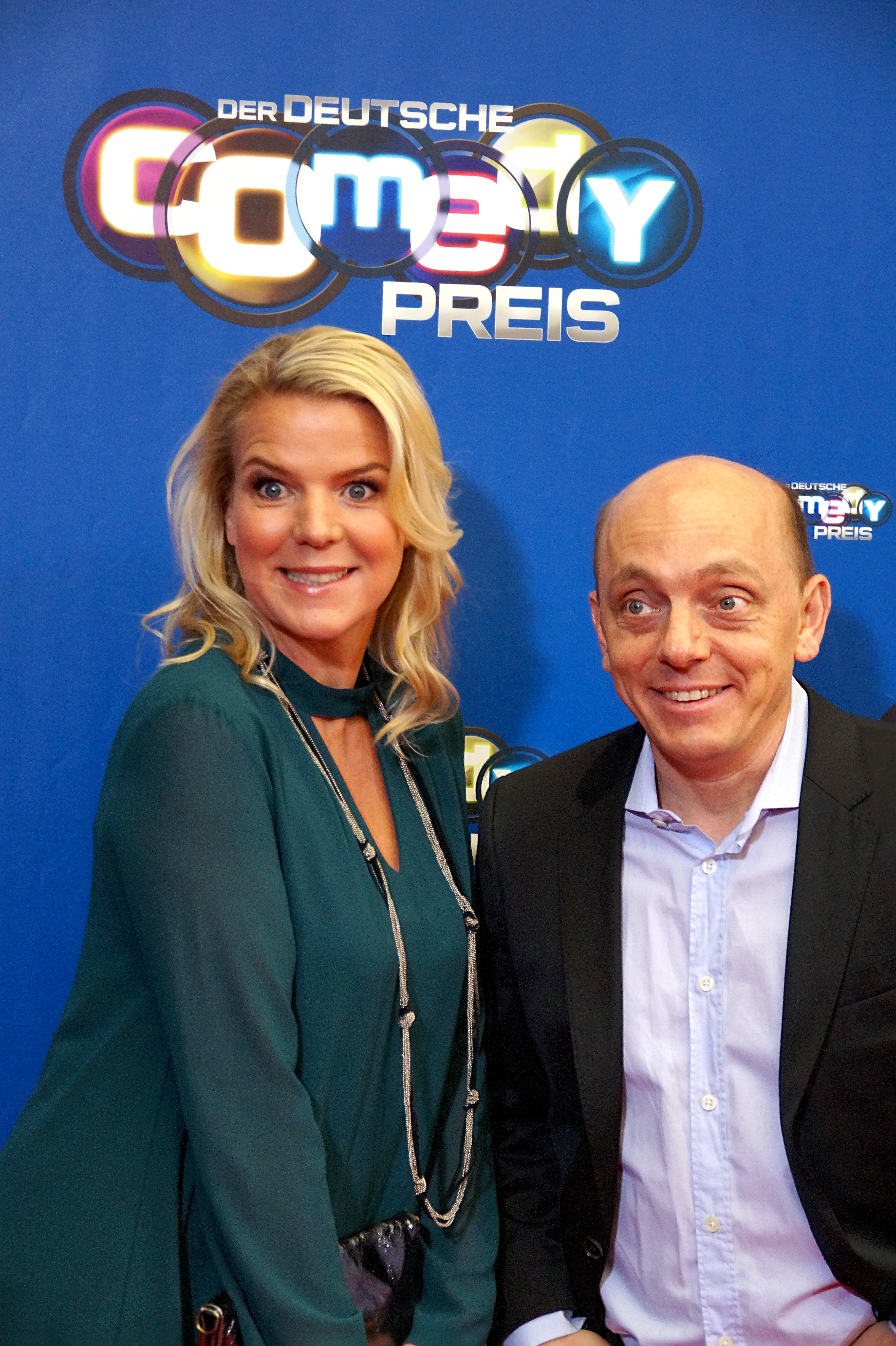
Hoëcker mit Mirja Boes beim Deutschen Comedypreis (2016)

- als Ensemblemitglied von Genial daneben:
  - 2003: Deutscher Comedypreis (Beste Comedy-Show)
  - 2004:
    - Deutscher Fernsehpreis (Beste Unterhaltungssendung)
    - Radio-Regenbogen-Award (Comedy)

  - 2005: Romy (Beste Programmidee)
  - 2006: Deutscher Comedypreis (Beste Comedy-Show)
- als Ensemblemitglied von Switch reloaded:
  - 2007: Deutscher Comedypreis (Beste Sketch-Show)
  - 2008: Deutscher Fernsehpreis (Beste Comedy)
  - 2008: Deutscher Comedypreis (Beste Sketch-Show)
  - 2009: Romy (Spezialpreis der Jury)
- als Person:
  - 2013 Goldenes Lot des VDV[31]
  - 2016 Morenhovener Lupe[32][33]
  - 2025 Deutscher Lesepreis der Stiftung Lesen in der Kategorie Sonderpreis für prominentes Engagement[34]